# Épicerie Elisseïev (Moscou)

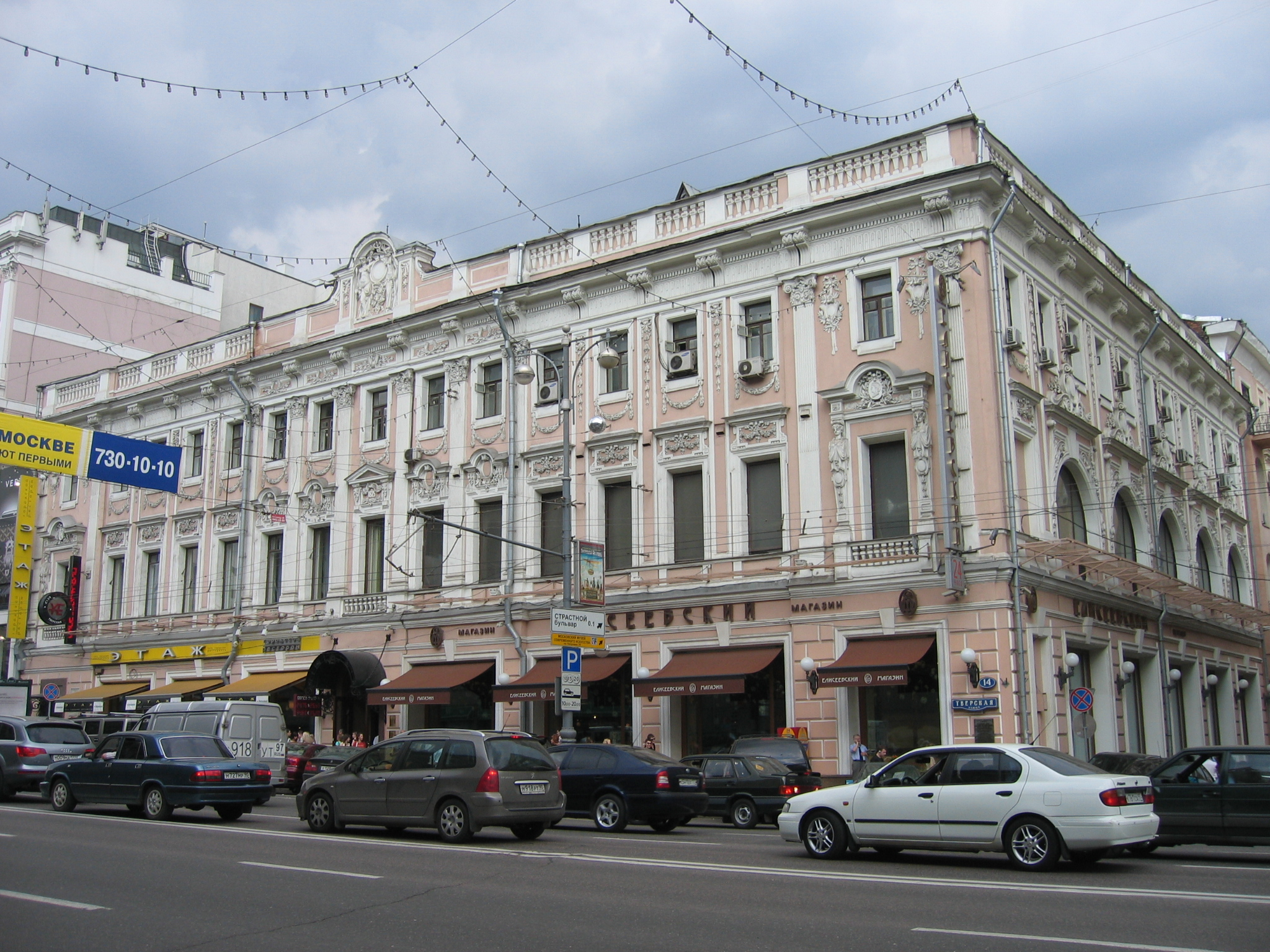
L'Épicerie Elisseeff à Moscou.

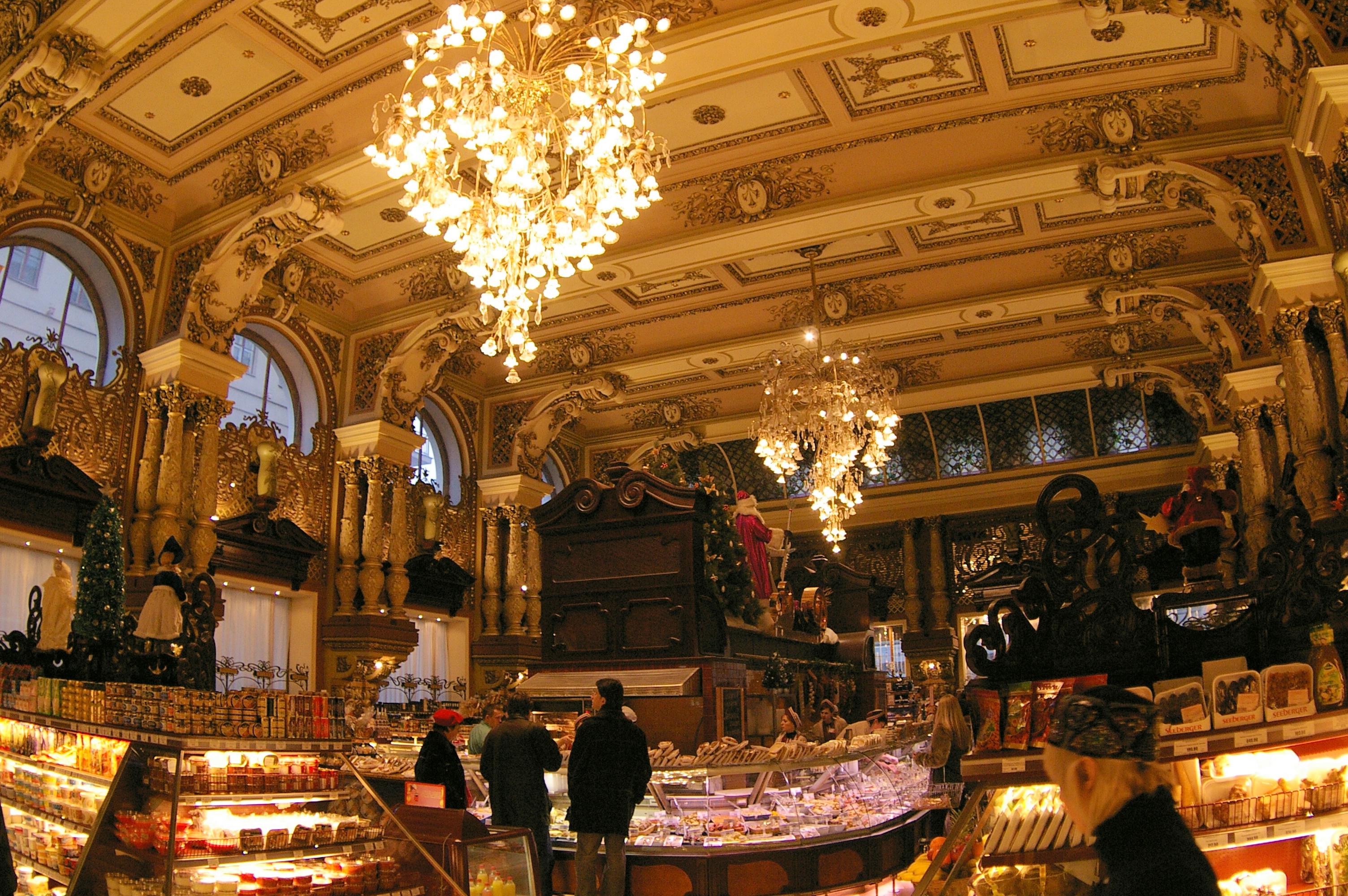
Intérieur en 2006

Pour les articles homonymes, voir Elisseïev.

L'Épicerie Elisseeff (ou Elisseïev en translittération moderne) (en russe : Елисеевский Магазин ; ISO 9 : Eliseevskij Magazin) est une célèbre épicerie fine située à Moscou, dans la rue Tverskaïa. D'autres magasins à la même enseigne existent également à Saint-Pétersbourg et à Kiev. À l'époque soviétique, elle portait le nom de Gastronome N° 1 (Гастроном №1).

## Architecture
Antérieurement, dans les années 1820, cet ancien hôtel particulier, construit par Matveï Kazakov, avait appartenu à la princesse Zinaïda Volkonskaïa, dont le frère, le prince Volkonski, fut déporté en Sibérie pour son rôle dans l'insurrection décabriste en 1825. L'hôtel comportait un salon littéraire qui était fréquenté notamment par Alexandre Pouchkine.
L'édifice a subi des rénovations majeures dans les années 1790 et en 1898.

## Historique

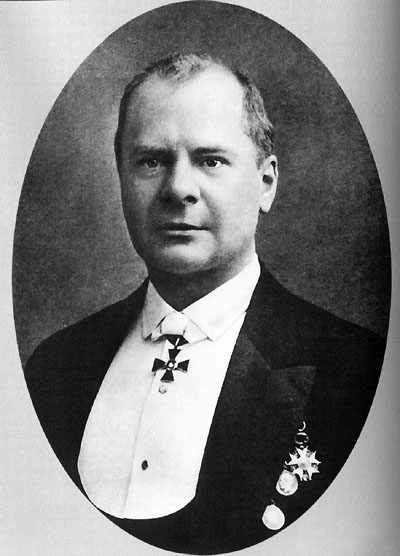
Grigori Grigorievitch Elisseeff (1865-1949)

Dans les années 1770, Piotr Elisseeff (dont un buste est présenté dans le hall d’entrée), serf du Prince Cheremetieef et jardinier ayant gagné sa liberté en cultivant des fraises parfaites, eut tellement de succès en affaires à Saint-Pétersbourg que ses fils purent fonder les Frères Elisseeff et ouvrir des succursales à Moscou et à Kiev.
Vers 1898, son petit-fils Grigori Elisseeff acheta l’édifice de la rue Tverskaïa et le transforma en magasin de luxe, en y aménageant un décor exubérant de vitraux, de lustres en cristal, de piliers sculptés, de comptoirs en bois poli et de grands miroirs. Grigori Elisseeff, anobli par le Tsar Nicolas II, est enterré au cimetière russe de Sainte-Geneviève-des-Bois.
Après la Révolution, les Elisseeff sont supposés avoir tenté de sauver leur or en en faisant des tiges et des connexions pour les lampes des immenses chandeliers illuminant le magasin.
Il est annoncé la fermeture du magasin en avril 2021,.